# Hydernagar, Koppal
Hydernagar là một làng thuộc tehsil Koppal, huyện Koppal, bang Karnataka, Ấn Độ.